# Bandy i Italien

Italiens flagga.

Bandy i Italien har aldrig varit någon större sport.

## Historia
1913 deltog i Italien i Europamästerskapet i bandy. I början av 2000-talet försökte den svenske tidigare fotbollsspelaren Nils Liedholm skapa intresse för spelet, och det talades om att Turin-området skall få arrangera VM i bandy i skridskolöpningshallen, vilket dock inte blev av. Ett italienskt bandyförbund, Federazione Italiana Bandy, bildades 2003 med säte i Milano. Nils Liedholm valdes 2003 till hedersordförande.  Italien var med i världsbandyförbundet "Federation of International Bandy" under några år. Hösten 2023 ansökte ett nytt nationellt förbund om medlemskap, och fick ett tills vidare. I juni 2024 fick Italien fullvärdigt medlemskap. En långsiktig utvecklingsplan finns.